# Fridolf Martinsson
Fridolf Isidor "Frille" Martinsson, född 21 juli 1914 i Lundby församling, död 14 oktober 1972 i Göteborg, var en svensk fotbollsspelare (anfallare).
Martinsson representerade Örgryte IS i Allsvenskan 1935/1936–1939/1940, och spelade sammanlagt 80 allsvenska matcher (47 mål) för klubben. När Örgryte ramlade ur Allsvenskan 1940 gick han till Malmö FF, där han under säsongerna 1940/1941 och 1941/1942 spelade 30 matcher (15 mål).
År 1939 spelade Martinsson tre A-landskamper (1 mål) för Sverige.